# Самолет
Самолет (остаряло аероплан – от гръцки: aéros – „въздух“ и -planos – „скитащ“) е въздухоплавателно средство, по-тежко от въздуха, осъществяващо полет в атмосферата с помощта на силова установка и неподвижно крило. Самолетът е способен да се придвижва с висока скорост, използвайки подемната сила на крилото за уравновесяване на теглото, и теглителната сила от силовата установка за уравновесяване на челното съпротивление. Неподвижното крило го отличава от махолета, а наличието на силова установка – от планера.

## История
Съществуват много предания от античността, които разказват за полети на хора с въздушни средства, но те са по-скоро плод на мечти. Първите конкретни идеи за летателно средство се зараждат през Средновековието, когато Леонардо да Винчи през 15 век чертае планове на планер и на хеликоптер. Изобретената от него летателна машина той нарекъл орнитоптер. С първия полет на човек (братята Монголфие) в летателно средство по-леко от въздуха (балон), най-голямото предизвикателство става построяването на апарат, който е способен да извършва управляеми полети.

### Предистория
През 1853 г. англичанинът Джордж Кайли осъществява първия полет на човек с планер. През 1856 г. французинът Жан-Мари льо Бри прави първия полет, задвижван със сила – планерът му „Изкуственият албатрос“ (L'Albatros artificiel) е теглен от кон по брега. На 28 август 1883 г. американецът Джон Дж. Монтгомъри успява да извърши полет с планер, който може да се управлява. Друг пионер от същото време е германецът Ото Лилиентал, който загива с планера си при катастрофа. Неговите записки по-късно служат за основа на планерите на братя Райт.

### Началото на XX век
Първата добре документирана машина, която самостоятелно се отделя от земята и прави хоризонтален полет, се нарича „Flyer I“ (Флайър) и е построена в САЩ от братята Орвил и Уилбърт Райт. На 17 декември 1903 г. в 10:35 ч. в Северна Каролина, при мразовит вятър, достигащ 12 m/s, „Flyer“ прелита във въздуха 12 s и изминава 39 m. През този ден братята извършват общо четири полета, най-дългият от които трае 59 s с дължина 279 m. Внезапен силен порив на вятъра преобръща паркирания самолет и го поврежда сериозно; той никога повече не полита. Братята връщат останките у дома, а след време Орвил реставрира „Flyer“ и го заема на няколко музея. От 1948 г. самолетът се намира в Смитсоновия институт (Smithsonian Institution), окръг Колумбия, САЩ. Сега този самолет се съхранява в Националния музей на авиацията и космонавтиката (National Air and Space Museum) в столицата Вашингтон.
Направата на самолета наречен Flyer I (популярен днес като Kitty Hawk) струва по-малко от хиляда долара. Той представлява биплан от тип „патица“ – стабилизаторът за попътно управление се намира в задната част на апарата, а този за надлъжно управление – отпред. Размахът на крилата е 12 m. Общото тегло на самолета е 340 kg. Двигателят е четиритактов с мощност 12 hp, тежи 77 kg и е специално направен за целта от Чарли Тейлър в Дейтън, Охайо. Двете дървени витла имат кпд 80% и са издялкани от братята Райт. Вместо колесник те използват стартов катапулт, състоящ се от пирамидална кула и дървена релса. Пилотът лежи на долното крило.
През 1905 г. самолетът „Flyer III“ демонстрира стабилно и напълно контролирано поведение във въздуха за относително дълго време. Формално погледнато, крилете на „Flyer“ не са съвсем неподвижни, а използват патентованата от братя Райт техника на огъване на задната част на крилото чрез система от лостове, въжета и макари. На практика тази техника е трудна за приложение и потенциално опасна и през 1915 г. повечето самолети вече имат елерони.
Френският конструктор и авиатор Луи Блерио с произведения в неговата фабрика самолет Блерио XI след 37-минутен полет прелита над Ламанш (La Manche) между градовете Кале (Calais) и Дувър (Dover) в Англия. Така след 19 юли 1909 г. вече няма съмнение, че самолетът е ново, бързо средство за транспорт, а Великобритания е шокирана от възможността да се достигне до нейна територия по въздуха.

### Първа световна война
Войните в Европа, и най-вече Първата световна война, са причина за началото на експериментите със самолета като оръжие. Отначало силно подценяван и смятан за „играчка“, самолетът се доказва на бойното поле като средство, което е способно да нанася поражения на врага. По това време възниква понятието въздушен ас – определение за пилот, който е свалил пет или повече противникови самолета. Най-известният ас от Първата световна война е германецът Манфред фон Рихтхофен, наричан още Червения барон. От страната на съюзниците най-много регистрирани въздушни победи има французинът Рене Фонк (на френски: René Fonck).

### Затишието между войните
През 1919 г. се извършват първите търговски полети – между САЩ и Канада. Първият човек, прелетял сам над Атлантическия океан без междинно кацане, е Чарлз Линдберг. Това става на 20 май 1927 г. През 1930-те години в Германия започва разработката на реактивната турбина, но изминава повече от десетилетие, преди да се появят първите реактивни самолети.

### Втора световна война
Самолетът играе ключова роля през Втората световна война, вземайки участие във всички значими битки. Атаката на японците над Пърл Харбър е осъществена единствено от самолети. Битката за Британия е изцяло въздушна кампания. Самолетът е основното оръжие в D-Day, както и при повечето битки в Тихия океан. Множество военни стратегии (германската блицкриг, японските и американски кораби-самолетоносачи, Съюзническата доктрина за „стратегическо бомбардиране“) включват самолета като незаменим участник.

### Следвоенно положение
Първият документиран свръхзвуков полет е извършен през октомври 1947 г. от Чарлз Йегър (на английски: Charles Yeager) в експериментален самолет Bell X-1, макар някои пилоти на „Spitfire“ да твърдят, че са достигали Mach 1 при пикиране.
Самолетът отново изиграва решаваща роля през 1948 г., когато на 24 юни Съветският съюз спира електроснабдяването и поставя под сухопътна блокада контролираните от САЩ, Великобритания и Франция части на град Берлин – започва Берлинската блокада и периодът на Студената война. В отговор западните страни организират масови редовни превози и доставки чрез транспортни самолети до изолирания град. Извършват се 278 228 полета, които пренасят 2 326 406 тона стоки, храни и суровини, включително над 1,5 млн. тона въглища за електроцентралите. Неуспешната блокада е преустановена от СССР на 12 май 1949 г.

През 1949 г. самолет Boeing B-50 за първи път обикаля земното кълбо без междинно кацане, като за целта е презареждан с гориво във въздуха.
Налаганото от войната масово производство на самолети довежда до техния излишък в мирно време. Много от годните за експлоатация военно-транспортни самолети (предимно Douglas DC-3) са закупени от различни фирми, биват преоборудвани и се използват като пътнически и транспортни. Основават се множество авиокомпании и въздушният транспорт постепенно става масово използван. Повишават се изискванията за надеждност, безопасност и комфорт. Пилотската кабина, пътническата кабина, а по-късно и товарният отсек биват херметизирани. Това позволява на самолета да лети на по-голяма височина, да среща по-слабо съпротивление на въздуха, като това води до по-голяма средна скорост на движение и по-далечен обхват на действие. Непрекъснатото добавяне на оборудване към самолета (от електроника до тоалетни) неминуемо води до нарастване на неговите маса и размери. Увеличават се изискванията към здравината на пистите и оборудването на летищата.
Първият пътнически самолет с реактивни двигатели е представен през 1952 г. – английският de Havilland Comet. През 1954 г. след серия катастрофи всички самолети от този модел са спрени от полети заради фатален недостатък – в резултат на експлоатацията и умора на метала, корпусът получава пукнатини в зоната на неподходящо конструираните илюминатори.
Boeing 707 е първият успешен реактивен авиолайнер, започващ службата си през 1958 г. с полет от Ню Йорк до Лондон. Модификации на този самолет са в експлоатация и до днес.
 1958 е годината, през която повече пътници прекосяват Атлантическия океан със самолети, отколкото с кораби.

### Краят на XX век
От 1970 г. най-големият авиолайнер в света е Boeing 747. През 2005 г. титлата взима Airbus A380.
Първия полет на свръхзвуков пътнически самолет прави Ту-144 на 31 декември 1968 г – два месеца преди западния му аналог „Concord“. Това са единствените пътнически свръхзвукови самолети. И двата търпят критика заради катастрофи, не постигат търговски успех и са спрени от производство.

### XXI век
Най-бързият самолет в света (Mach 9,6) е безпилотният Boeing X-43. Това е експериментален scramjet за еднократна употреба, разработен от НАСА, като са произведени три броя от него. Първият опит (неуспешен) е проведен през юни 2001 г., когато X-43 излиза от контрол 11 s след старта си от носещия Boeing B-52. Вторият опит е успешен, а третият – на 16 ноември 2004 г., бележи световен рекорд от 11 200 km/h (Mach 9,6) на височина 13 157 m. Най-големият въздушен лайнер в света е Airbus A380.

## Конструкция
Основните елементи на един летателен апарат са:
- Крило – при постъпателно движение на самолета крилото създава необходимата за полета подемна сила вследствие възникващата в насрещния въздушен поток разлика в наляганията върху долната и горна повърхност на крилото: налягането върху долната повърхност на самолетното крило е по-голяма, отколкото налягането върху неговата горна повърхност. На крилото се разполагат аеродинамични органи за управление (елерони, елевони и др.), а също механизацията на крилото – тоест устройствата, служещи за управление на подемната сила и съпротивлението на самолета (закрилки, интерцептори и др.).[2]
- Фюзелаж – предназначен е за разполагане на екипажа, пътниците, товара и оборудването, а също за закрепване на крилото, оперението (опашната част), шасито, двигателите и др. под. (фюзелажът е, така да се каже, „тялото“ на самолета). Известни са и самолети без фюзелаж (например от типа „летящо крило“).
- Опашна част (оперение) – това са аеродинамични повърхности, предназначени за осигуряване на устойчивост, управляемост и балансировка на самолета. За управление на самолета в опашната част се разполагат отклоняеми повърхности – аеродинамични кормила (кормило за височина, за направление), или повърхностите на оперението се правят напълно завъртащи се (на много свръхзвукови самолети).
- Шаси – система от опори, необходими за ускоряване на самолета при излитане, за пробега при кацане, а също за придвижване и престоя му на земята. Най-голямо разпространение имат колесните шасита. Известни са конструкции на шасита със ски, поплавъци, плъзгачи. Много съвременни самолети, в частност повечето от самолетите с военно предназначение, а също пътническите самолети, имат прибиращо се шаси.
- Силова установка на самолета, състояща се от двигател (винтов, реактивен) и движител (например, въздушен винт), а също от системи, осигуряващи работата им – създава необходимата тяга, която, като уравновесява аеродинамичното съпротивление, осигурява постъпателното движение на самолета.
- Системи на бордовото оборудване – различно оборудване, което позволява да се изпълняват полети при всякакви условия. Приблизително през последните 30 – 40 години бордовата електроника стана най-„умното“, сложно и скъпо струващо оборудване, надвишаващо по стойност цялата останала конструкция на самолета.